# Francisco Javier de Burgos y Larragoiti
Ne doit pas être confondu avec Javier de Burgos.
Francisco Javier de Burgos y Sarragoiti ou Javier de Burgos, né à El Puerto de Santa María (province de Cadix en Espagne) en 1842 et mort à Madrid le 12 mars 1902, est un journaliste et dramaturge comique espagnol.

## Biographie
Son père l'oblige à étudier l'ingénierie, mais il abandonne ces études dès la mort de celui-ci en Philippines. Il reste durant toute sa jeunesse dans son village natal en se consacrant au journalisme puis en s'approchant du monde littéraire.
Il déménage à Cadix, où il collabore de façon professionnelle avec plusieurs journaux locaux et y atteint une certaine notoriété. Il s'intéresse également à la politique et devient Primer Oficial del Gobierno Civil de Cádiz (« Premier secrétaire du gouvernement civil de Cadix »).
Après la Révolution de 1868, il s'installe à Madrid et continue à travailler dans le journalisme, notamment pour les journaux El Contemporáneo et La Palma, duquel il devient directeur. Il poursuit également sa carrière politique et commence à écrire des pièces de théâtre, signant ses œuvres du nom de « Javier de Burgos ».
Francisco Javier de Burgos y Sarragoiti meurt à Madrid le 12 mars 1902 et est enterré au cimetière de Saint-Just.
Après sa mort, plusieurs œuvres sont publiées en se basant sur ses scripts.

## Œuvre artistique

### Activité théâtrale et musicale
En tant que dramaturge, il devient auteur de sainetes, un genre qui lui permet d'obtenir ses succès les plus notables. Il écrit plus de soixante-dix œuvres, beaucoup desquelles le sont en collaboration avec d'autres auteurs. Elles font un portrait assez fin des différents collectifs sociaux, avec des trames simples et amusantes et agrémentées d'importants ingrédients populaires.
Certaines des œuvres qu'il a écrites, suivant le goût de son époque, servent de basent à plusieurs zarzuelas célèbres, comme De Cádiz a Sevilla (1878), I dilettanti (1878), Política y tauromaquia (1883), Los valientes, ¡Como está la sociedad! (1883), Cádiz (1886), ainsi que El baile de Luis Alonso (1896) et La boda de Luis Alonso (1897), ces deux dernières bénéficiant de la musique de Gerónimo Giménez. Il a aussi collaboré avec d'autres « librettistes » tels que Tomás Luceño (es).

### Zarzuelas et œuvres lyriques
- 1869
  - Una aventura en Siam (musique : Hernández)
- 1876
- Una aventura en Siam (avec Calixto Navarro ; musique : Hernández)
- 1878
  - De Cádiz a Sevilla
  - I dilettanti
- 1880
  - A Sevilla por todo (musique : Asenjo Barbieri)
- 1882
  - La Fiesta nacional (avec Tomás Luceño ; musique : Chueca, Valverde)
- 1883
  - Política y tauromaquia (musique : Rubio y Espino)
  - Como esta la sociedad (musique : Rubio y Espino)
- 1884
  - Caramelo (musique : Chueca, Valverde)
  - Los cómicos de mi pueblo (musique : Rubio)
  - Hoy, sale hoy...! (avec Tomas Luceño ; musique : Asenjo Barbieri, Chueca)
  - Agua y cuernos (avec Mariano Pina Domínguez ; musique : Chueca, Valverde)
- 1886
  - Cádiz (musique : Chueca, Valverde)
  - Los valientes
- 1888
  - La llama errante (avec Carlos Fernández Shaw ; musique : Marqués)
- 1890
  - Trafalgar (musique : Giménez)
- 1891
  - Los dos contrabandistas (musique : Nieto)
  - La tragedia del mesón (musique : Nieto)
- 1892
  - Las grandes potencias (musique : Valverde, Romea Parra)
- 1893
  - Candidita (musique : Giménez)
- 1894
  - Boda, tragedia y guateque (musique : Marqués)
- 1896
  - El baile de Luis Alonso (musique : Giménez)
  - Las mujeres (musique : Giménez)
- 1897
  - La boda de Luis Alonso (musique : Giménez)
- 1899
  - La familia de Sicur (musique : Giménez)

Publications posthumes
- 1905
  - Gloria a Cervantes (avec Luis Linares Becerra ; musique : Candela Ardid)
- 1907
  - El pobrecito príncipe (musique : Calleja Gómez y Lleó)
- 1908
  - Astronomía popular (avec Gerardo Farfán ; musique : De San Felipe y Vela)
  - El grito de independencia (avec Gerardo Farfán ; musique : Giménez)
- 1909
  - El castillo de las águilas (avec Luis Linares Becerra ; musique : San José)
  - Justicia baturra (avec León Navarro Serrano ; musique : De San Felipe y Vela)
- 1910
  - El clown bebé (avec Luis Linares Becerra ; musique : Candela Ardid)
  - Maese Eli (avec Ángel Cuéllar ; musique : Saco del Valle)
  - La noche del rompimiento (avec Luis Linares Becerra ; musique : Chaves)
  - Los ojos vacíos (avec Luis Linares Becerra ; musique : Candela Ardid)
- 1911
  - Los dos amores (musique : Saco del Valle)
  - El hijo de Hungría (avec José Carmona ; musique : Chaves)
  - Sor Angélica (avec Luis Linares Becerra ; musique : Nieto, Candela Ardid)
- 1912
  - La gente de rompe y rasga (musique : Giménez)
  - A fuerza de puños (avec Emilio González del Castillo ; musique : Saco del Valle)
- 1913
  - El Niño castizo (musique : Foglietti y Marquina)
  - Los dragones del Rey (avec Ernesto Polo ; musique : Vela y Bru)
- 1916
  - La reina juguete (avec Luis Linares Becerra ; musique : Del Castillo)